# Glitsche
Unter einer Glitsche (regional auch Schlitterbahn, Schlinderbahn, Schleifbahn oder Eisbahn) versteht man, vornehmlich im norddeutschen Raum, eine Gleitfläche aus Eis bzw. geglättetem und vereistem Schnee. Sie wird als Wintervergnügen von Kindern auf Straßen, Gehwegen, Plätzen, Schulhöfen etc. angelegt.

## Wortherkunft
Zum Verb „glitschen“, das in den Mundarten verbreitet für „gleiten“ gebraucht wird. Krünitz beschreibt 1773 in der Oeconomischen Encyclopädie eine Holz-Glitsche (synonym mit Holz-Riese, Holz-Rutsche) als einen zubereiteten Ort, wo man das gefällte Holz von einem Berge hinunter rollen oder gleiten lässt. Das Deutsche Wörterbuch verzeichnet das Lemma „Glitschbahn“.

## Herstellung und Vorgang
Voraussetzung ist stets eine ebene Fläche ohne stärkere Rauheiten, wie man sie meist auf befestigten Flächen vorfindet. Weiterhin ist eine leichte Schneedecke auf dieser Fläche erforderlich. Der Schnee wird durch Stampfen mit den Schuhen auf einer Breite von 50 bis 60 cm und über eine Länge von 5 bis 7 m festgetreten. Reiben mit den Schuhsohlen lässt die Oberfläche schnell vereisen und spiegelblank werden.
Der Glitscher nimmt einen kurzen Anlauf, um auf der vereisten Fläche durch den Schwung des Anlaufens rutschen – „glitschen“ (oder hochdeutsch schlittern) – zu können. Je glatter die Schuhsohlen, desto höher die Geschwindigkeit. Um nicht zu stürzen, wird eine seitliche Körperhaltung oder Hockstellung eingenommen. Glitschen können nicht mit Schlittschuhen genutzt werden, man findet Glitschen aber durchaus auch auf der Eisdecke zugefrorener Gewässer, wo sie von Kindern, die keine Schlittschuhe besitzen, genutzt werden.

## Gefahren
Das Glitschen ist potentiell gefährlich: Der Glitscher kann am Ende der Glitsche, wo der Untergrund wieder stumpf ist, durch das abrupte Abbremsen stürzen und sich verletzen. Dies gilt ebenso für die stumpfen Randbereiche, wenn man von der Bahn abkommt. Glitschen auf Gehwegen und sonstigen von Fußgängern genutzten Flächen stellen eine besondere Gefahr dar, da die spiegelglatte Fläche oft nicht rechtzeitig erkannt wird und schwere Stürze verursachen kann. Auf Schulhöfen wird im Winter das Anlegen von Glitschen oft untersagt und Hausmeister sind angehalten, diese Flächen abzustumpfen und abzustreuen, um Unfälle zu verhindern.